# Víctor Ochoa
Víctor Ochoa és un escultor nascut a Madrid, Espanya, l'11 de gener de 1954.
Va estudiar Arquitectura a la  ETSAM, on va obtenir el títol d'Arquitecte l'any 1979. Durant els anys d'estudis universitaris i després de la consecució de la seva titulació, va dur a terme altres estudis com els realitzats en el Cercle de Belles Arts, o a l'Escola d'Arts i Oficis, interessant-se pels camps de la fotografia, l'assaig, la zoologia, l'anatomia, Arts i Oficis ...
L'any 1980 inicia estudis de Ciències Naturals, i rep una Beca de Dibuixant Naturalista a les Illes Galápagos, Plans de Veneçuela i jungla amazònica. Durant aquests anys resideix, escriu i dibuixa en diferents països, com Londres, París, Nova York i Madrid.
A 1982 inicia a la Universitat de Belles Arts de Sant Jordi (Barcelona) estudis de belles arts i ho compagina amb estudis d'anatomia i dissecció, els quals realitza a l'Hospital Clínic de Barcelona.
És autor de retrats de personatges il·lustres entre els quals es troben: Sa Majestat el Rey Joan Carles I, Severo Ochoa, Camilo José Cela, Goya, l'expresident de l'Equador, Lleó Fabres Be ...

## Activitat artística

### Exposicions
1990
Galería Sotogrande, Cádiz
Taurina Hotel Ercilla, Bilbao
Galería Serrano, Madrid
1991
Arte Santander, Santander, Cantabria
1992
Expo '92, Sevilla
1993
Art Miami, EUA
1996
"XX esculturas de S.M. el Rey D. Juan Carlos, Madrid.
1997
"Goya, una imagen revivida", Deutsche Bank, España.
1998
700 Aniversario Grimaldi, Mónaco. Exposició Col·lectiva.
2000
Tefaf. Fira - Maastrich, Holanda.
2001
Génesis de la escultura, Las Palmas de Gran Canaria.
"Mitologías", Las Palmas de Gran Canaria.
Tefaf. Fira - Maastrich, Holanda.
2002
"Mitologías", Exposició Monumental. Malcesine, Lago di Garda, Italia.
Exposició Colectiva Scultura & Scultori, Pietrasanta, Italia.
Tefaf. Fira - Maastrich, Holanda.
2006
Exposició de Dibuix. Galería Ángeles Penche. Madcrid.
2009
Tefaf. Fira - Maastrich, Holanda.
2010
Exposició Casa Decor, Madrid.
Exposició Galería Arte Inversión, Boadilla del Monte. Madrid.

### Obres Públiques
- Monumento a Ignacio Casariego, 1983, Oviedo.[2]
- Monumento a Severo Ochoa, 1984, Museo de las Ciencias, Valencia.[1][2]
- Monumento a Ignacio herrero. Banco Herrero, Oviedo.[2]
- Mascarón de proa, 1986, EUA.[1][2]
- Araluce. Bustos Commemoratius. Bronzes. C.O.A.V. Bilbao.[2][3]
- Inundaciones del País Vasco, 1987, Bilbao.[1][2]
- Monumento a Ricardo Vázquez Prada, 1988, Oviedo.[1][2][3]
- Monumento a Paquirri, 1989, Sevilla.[1][2]
- Panteón D. R. Baldorioty de Castro, 1991. Bronze sobre granit. Ponce de León, Puerto Rico.[2][3]
- Leones Monumentales en Bronze sobre pont. 1991. Ponce de León, Puerto Rico.[2][3]
- Monumento a Severo Ochoa y Ramón y Cajal, 1992, Carrer Serrano, Madrid.[1][2][3]
- Ballajá, 1992, San Juan, Puerto Rico.[1][2][3]
- Monumento a Camilo José Cela, 1993, Universitat Complutense de Madrid, Madrid.[1][2][3]
- Monumento al cardenal Cisneros, 1993, Madrid.[1][2][3]
- Monumento a Don Juan. Plaza y Escultura. 1994. Granito, Bronze i Acer Inoxidable, Campo de las Naciones. Madrid.[1][2][3]
- Fauno, 1995, Sant Boi de Llobregat, Barcelona.[1][2][3]
- Monumento al Padre Velaz, 1995, Caracas, Venezuela.[1][2][3]
- Don Juan de Borbón. Placeta i escultura.1996 Bronze. Puerto Banús, Málaga.[1][2][3]
- Monumento al General Sabino Fernández Campo, 1997, Campo de San Francisco, Oviedo.[1][2][3]
- Monumento a Francesc Cambó, 1997, Vía Layetana. Barcelona.[1][2][3]
- Monumento a Francisco de Goya, 1997, carrer Goya, Madrid.[1][2][3]
- S.M. El Rey. Bronze. 1997. Palau de la Zarzuela. Madrid.[1][2][3]
- S.M. El Rey. Bronze. 1997. Universidad Rey Juan Carlos. Madrid.[1][2][3]
- S.M. El Rey. Bronze. 1997. Palau d'Orient. Madrid.[1][2][3]
- S.M. El Rey. Bronze. 1997. Antiga Casa de Correus. Madrid.[1][2][3]
- Monumento a S.M. Alfonso XIII, 1998, Reial Federació Espanyola de Futbol. Madrid.[1][2][3]
- Goya con coleta, 1998, Concejalia de Cultura, Comunitat de Madrid.[1][2][3]
- A La Rioja, 2000.[1]
- Monumento a Alfredo Kraus, 2001, Auditori de Las Canteras, Las Palmas de Gran Canaria.[1][2][3]
- Máscara Camilo José Cela, Fundació C.J.C. La Coruña, 2002, La Coruña.[1][2][3]
- Monumento al flamenco, 2002, Jerez de la Frontera, Cádiz.[1]
- Minotauro, 2003, Jerez de la Frontera, Cádiz.[1][2][3]
- Monumento a Lola Flores, 2003, Jerez de la Frontera, Cádiz.[1][2][3]
- Monumento a Miguel Ángel Sanz, Bronze. 2004. Aldeanuela de Ebro. Rioja.[2][3]
- Monumento Fragua de Vulcano. 2005. Plaça i Monument en Bronze i Marbre, Guayaquil, Ecuador.[2][3]
- Homenaje a los Premios Nóbel, Santiago Ramón y Cajal y Severo Ochoa. 2007. Bronzes. Porticada del CSIC, Madrid.[2][3]
- Monumento Astrapo. 2008. Bronze. Escultura commemorativa del centenari de la compañía d'Electricidad, Jesús Bárcena. Fundació particular, Valdepeñas.[2][3]
- Monumento 200. Bronze. Monument homentge al II Centenari de la Batalla de Bailén. 2008. Valdepeñas. Ciudad Real.[2][3]
- Monumento a Severo Ochoa. 2008. Al Centre de Biologia Molecular Severo Ochoa de la Universitat Autònoma de Madrid, Campus de Cantoblanco de la UAM.[2][3]
- Monumento a las Victimas del Terrorismo Zulo. 2009. Cartagena.[2][3]

### Altres escultures
- Ruiz y Ruiz Torso. Bronze. 1987. Abadía Boogen. Villarcayo. Burgos.[2][3]
- Retratos de Familia. 1989. Sarasola. Bronzes. Col·lecció Particular. Madrid.[2][3]
- Grito. Bronze. 1990. Col·lecció Particular. Madrid.[2][3]
- Román Baldorioty de Castro, 1991, Ponce, Puerto Rico.[1][2]
- Fauno, Bronze. 1995. Sant Boi. Barcelona.[2][3]
- Ninfa. Bronze. 1999. México D.F.[2][3]
- H. H. Thyssen, 1999, Madrid.[1][2]
- Vinea. Bronze. 2000. Figura homenatge. Bodegas. Valladolid.[1][2]
- Deseo, grup escultòric. Bronze 2004. México D.F.[1][2]
- Antinoo. Escultures Bronze. 2006. Col·lecció particular. Madrid.[1][2]
- Lujuria. Bronze. 2007. Sede diari La Tribuna. Salamanca.[2][3]
- Rehén. Bronze. 2007. Museu – Palau Los Serrano, Ávila.[2][3]
- Torso Minotauro Bronze. 2007. Globalia. Madrid.[2][3]
- Torso. Alumini. 2007. Hugo Boss. Madrid Incubus. Bronze (2,2m.). Col·lecció particular. Eibissa.[2][3]

### Projectes, concursos i premis
2009
Premi als Valors Constitucionals, Ajuntament de Madrid.
Projecte Febres Cordero, Guayaquil, Ecuador.
Projecte Monunmental Jonás, (18 m. material sinteritzat). Castelló.
2008
Premis Paquiro i Valle Inclán de El Cultural i El Mundo organitzats i presidits per Luis María Ansón i Pedro J. Ramírez.

2005
Inici Projecte homenatge a Guayaquil – Río Guayas, Ecuador (Edificio y esculturas).
Projecte Concurs Homenatge a les Víctimes del 11‐M.
2004
Projecte Concurs 11 S, Nueva York.
2003
Inici Projecte “Centauro”, Plaça i Monument. (17m.). Jerez de la Frontera.
2002
Inici del Projecte “Jonás”, Escultura‐Edifici (180m.)
Projecte Mástil escultóric per J.C Decaux, Paris, Francia.
2000
III Milenio. Torre. Projecte concurs. Puerto Rico.
1999
Minotauro y Laberinto, Projecte Concurs – Vitoria.